# Kölbergets naturvårdsområde
Kölberget är ett naturvårdsområde (sedan 1999 likställt med naturreservat) i Hanebo socken, Bollnäs kommun.
Området är skyddat sedan 1980 och är 41 hektar stort. Det är beläget på ett berg med samma namn, 321 meter över havet, 7 km sydost om Kilafors och består till en del av skog och myr.

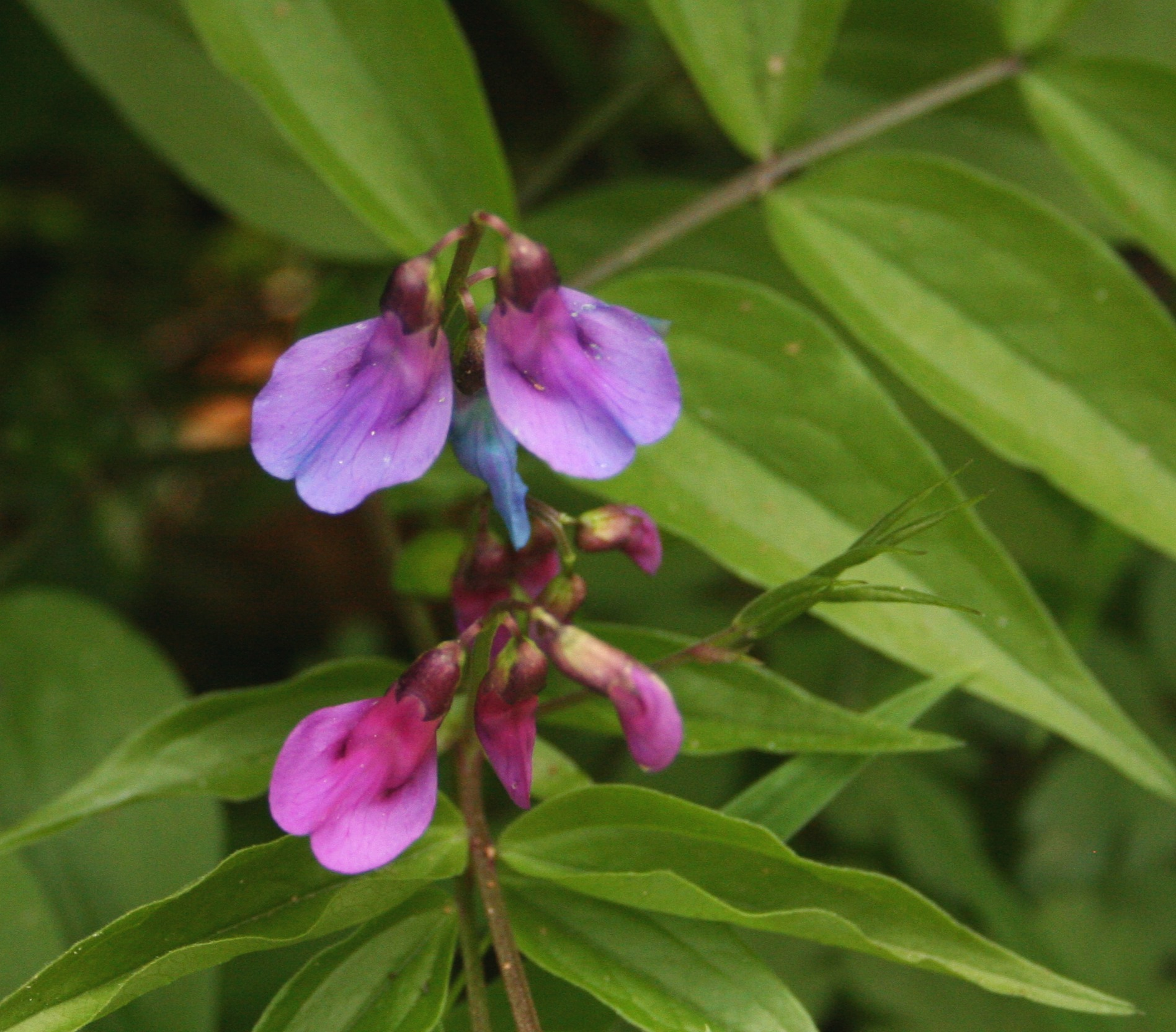
Vårärt

I öster stupar Kölberget ned mot odlingsmarken och Myckelängarna, häckningsområde för tornfalken. Kölberget är skyddat främst på grund av dess urskogsliknande skogsbestånd, den rika sydväxtfloran och det rika fågellivet. Bland områdets blommor märks skogsvicker, trolldruva och vårärt. Bland fåglarna märks gransångare, bergfink, järpe, tjäder, nattskärra och pärluggla. Även mård förekommer i reservatet.
Uppe på Kölbergets östra sida finns en toppstuga och från en klipphylla strax intill, har man vid utsikt över omgivande landskap åt norr.
Dalgången mellan Kölberget och Digerberget kallas Norrlandsporten.

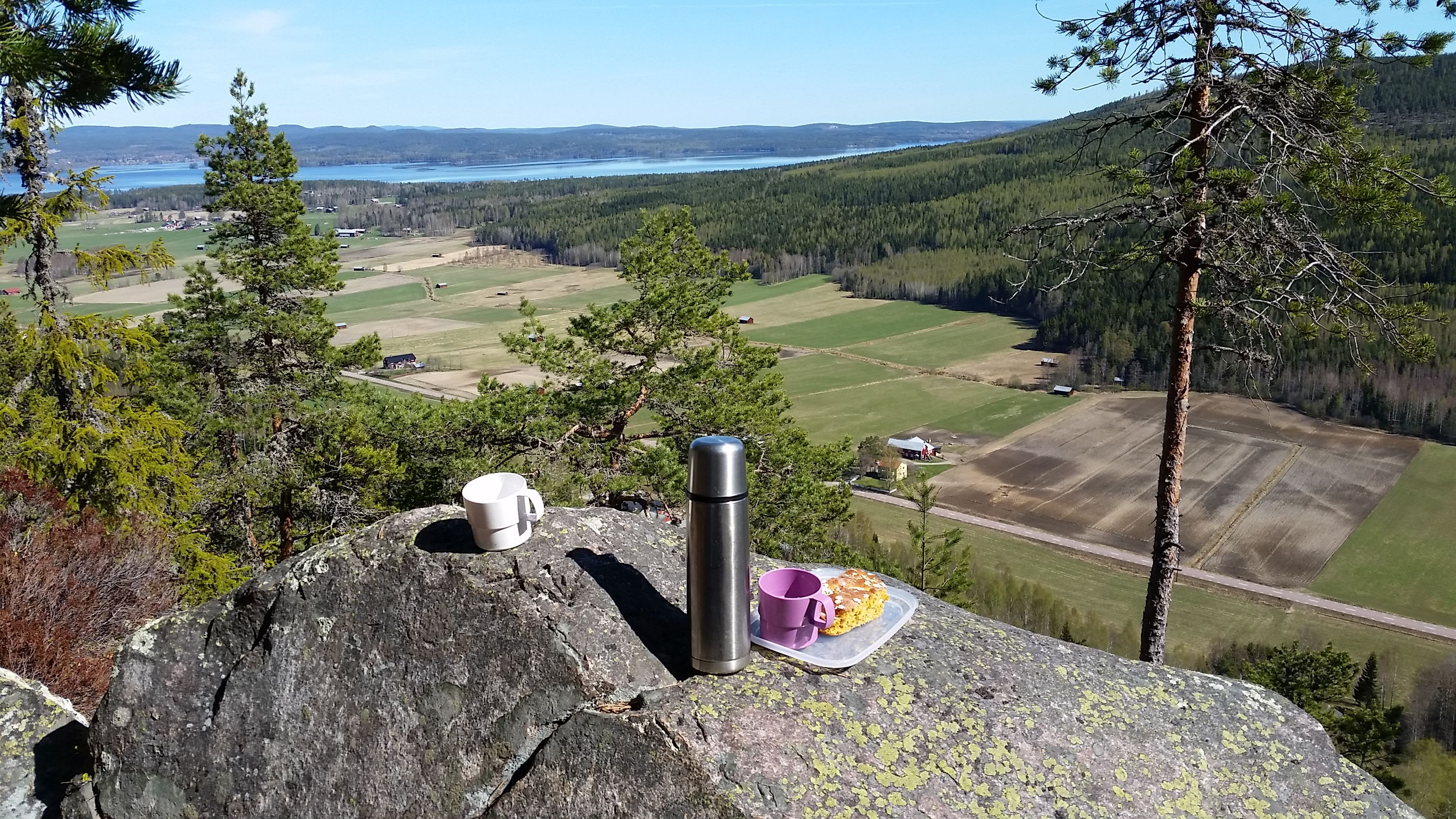
Utsikt från berget